# Лајпан (Тексас)
Лајпан (енгл. Lipan) град је у америчкој савезној држави Тексас. По попису становништва из 2010. у њему је живело 430 становника.

## Демографија
Према попису становништва из 2010. у граду је живело 430 становника, што је 5 (1,2%) становника више него 2000. године.
| Група             | 2000.       | 2010.       |
| Белци             | 388 (91,3%) | 387 (90,0%) |
| Афроамериканци    | 0 (0,0%)    | 1 (0,2%)    |
| Азијати           | 0 (0,0%)    | 0 (0,0%)    |
| Хиспаноамериканци | 31 (7,3%)   | 35 (8,1%)   |
| Укупно            | 425         | 430         |